# Džakar dzong
Džakar dzong ili Jakar Yugyal Dzong je dzong u okrugu Bumthang u središnjem Butanu. Nalazi se na grebenu iznad grada Džakar, u dolini Chamkar, u provinciji Bumthang.
Sagradio ga je Lama Ngagi Vangchuk (1517. – 1554.) na mjestu ranijeg hrama nakon svojeg dolaska u Butan s ciljem širenja budizma. Na mjestu sadašnje zgrade je 1549. godine Lama Ngagi Vangchuk sagradio mali hram u obliku dzonga te osnovao samostansko središte, a nazvao ga je Bjakar Dzong.
Džakar dzong je jedan od najvećih dzonga u Butanu, s površinom od preko 1500 m².:168
Ime „Džakar” dolazi od butanske riječi „bjakhab”, što znači „bijela ptica” i odnosi se na priču o osnivanju, prema kojoj je bijela ptica pokazala pravo mjesto za izgradnju samostana oko 1549. godine.